# Kefalonia: Ainos, Agia Dynati Kai Kalon Oros
Kefalonia: Ainos, Agia Dynati Kai Kalon Oros este o arie protejată (arie de protecție specială avifaunistică — SPA) din Grecia întinsă pe o suprafață de 20.684,49 ha, integral pe uscat.

## Localizare
Centrul sitului Kefalonia: Ainos, Agia Dynati Kai Kalon Oros este situat la coordonatele 38°15′13″N 20°33′25″E / 38.25367°N 20.557038°E.

## Înființare
Situl Kefalonia: Ainos, Agia Dynati Kai Kalon Oros a fost declarat arie de protecție specială avifaunistică în martie 2010 pentru a proteja 53 de specii de animale.

## Biodiversitate
Situată în ecoregiunea mediteraneană, aria protejată nu include niciun habitat protejat.
La baza desemnării sitului se află mai multe specii protejate de  păsări (53): uliu cu picioare scurte (Accipiter brevipes), lăcar-de-lac (Acrocephalus scirpaceus), fâsă-de-câmp (Anthus campestris), fâsă de pădure (Anthus spinoletta), fâsă de pădure (Anthus trivialis), lăstunul mare (Apus apus), buha (Bubo bubo), șorecarul comun (Buteo buteo), ciocârlie-cu-degete-scurte (Calandrella brachydactyla), caprimulg (Caprimulgus europaeus), rândunică roșcată (Cecropis daurica), șerpar (Circaetus gallicus), erete vânăt (Circus cyaneus), erete alb (Circus macrourus), acvilă țipătoare (Clanga clanga), lăstun de casă (Delichon urbicum), Emberiza caesia, presură de grădină (Emberiza hortulana), măcăleandru (Erithacus rubecula), Falco eleonorae, șoim călător (Falco peregrinus), vânturel de seară (Falco vespertinus), muscar-gulerat (Ficedula albicollis), Ficedula semitorquata, cinteză (Fringilla coelebs), Hippolais olivetorum, rândunică (Hirundo rustica), Iduna pallida, sfrâncioc roșiatic (Lanius collurio), sfrânciocul cu frunte neagră (Lanius minor), sfrâncioc cu cap roșu (Lanius senator), ciocârlie de pădure (Lullula arborea), prigoare (Merops apiaster), codobatura galbenă (Motacilla flava), muscar sur (Muscicapa striata), pietrar mediteranean (Oenanthe hispanica), pietrar sur (Oenanthe oenanthe), grangur (Oriolus oriolus), ciuf-pitic (Otus scops), vultur pescar (Pandion haliaetus), vrabie negricioasă (Passer hispaniolensis), viespar (Pernis apivorus), codroș de munte (Phoenicurus ochruros), codroșul de pădure (Phoenicurus phoenicurus), pitulice de munte (Phylloscopus collybita), lăstun de mal (Riparia riparia), turturică (Streptopelia turtur), silvie roșcată (Sylvia cantillans), silvie de câmp (Sylvia communis), Tachymarptis melba, mierlă (Turdus merula), sturz-cântător (Turdus philomelos), pupăză (Upupa epops)
Pe lângă speciile protejate, pe teritoriul sitului au mai fost identificate 19 specii de plante, 31 de specii de păsări, 2 specii de reptile.